# لويزة قصعينية الورق
لويزة قصعينية الورق (الاسم العلمي: Aloysia salviifolia) هو نوع نباتي يتبع جنس اللويزة من فصيلة اللويزية.